# Paul Josef Cordes
Paul Josef Cordes (Kirchhundem, 5 settembre 1934 – Roma, 15 marzo 2024) è stato un cardinale e arcivescovo cattolico tedesco.

## Biografia
Nacque il 5 settembre 1934 a Kirchhundem.
Fu ordinato sacerdote il 21 dicembre 1961 dall'arcivescovo Lorenz Jäger, il 27 ottobre 1975 fu nominato da papa Paolo VI vescovo titolare di Naisso (l'odierna Niš) e ausiliare di Paderborn. Ricevette la consacrazione episcopale il 1º febbraio 1976 per imposizione delle mani dell'arcivescovo Johannes Joachim Degenhardt.
Dall'agosto 1990 fu incaricato ad personam da papa Giovanni Paolo II per l'apostolato nelle comunità neocatecumenali.
Dall'11 marzo 1980 al 2 dicembre 1995 fu vicepresidente del Pontificio consiglio per i laici. Fu poi chiamato a presiedere il Pontificio consiglio "Cor Unum". Dimessosi per raggiunti limiti d'età, il 7 ottobre 2010 gli succedette nel medesimo incarico l'arcivescovo Robert Sarah.
Fu creato cardinale nel concistoro del 24 novembre 2007 da papa Benedetto XVI, ricevendo la diaconia di San Lorenzo in Piscibus.
Il 5 settembre 2014 compì 80 anni ed uscì dal novero dei cardinali elettori.
Il 22 agosto 2015 papa Francesco lo nominò suo inviato speciale alla celebrazione conclusiva del primo congresso eucaristico nazionale della Repubblica Ceca, in programma a Brno il 17 ottobre 2015.
Il 19 maggio 2018 optò per l'ordine dei presbiteri mantenendo la titolarità di San Lorenzo in Piscibus, elevata pro hac vice a titolo. 
Morì a Roma il 15 marzo 2024 all'età di 89 anni. Il funerale fu celebrato il 18 marzo presso l'altare della Cattedra nella basilica di San Pietro in Vaticano dal decano del collegio cardinalizio Giovanni Battista Re; al termine della messa papa Francesco presiedette il rito dell'ultima commendatio e della valedictio. Venne sepolto nella chiesa parrocchiale dei santi Pietro e Paolo della sua città natale dopo una seconda celebrazione di suffragio.

## Genealogia episcopale
La genealogia episcopale è:
- Cardinale Scipione Rebiba
- Cardinale Giulio Antonio Santori
- Cardinale Girolamo Bernerio, O.P.
- Arcivescovo Galeazzo Sanvitale
- Cardinale Ludovico Ludovisi
- Cardinale Luigi Caetani
- Cardinale Ulderico Carpegna
- Cardinale Paluzzo Paluzzi Altieri degli Albertoni
- Papa Benedetto XIII
- Papa Benedetto XIV
- Papa Clemente XIII
- Cardinale Marcantonio Colonna
- Cardinale Giacinto Sigismondo Gerdil, B.
- Cardinale Giulio Maria della Somaglia
- Cardinale Carlo Odescalchi, S.I.
- Vescovo Eugène de Mazenod, O.M.I.
- Cardinale Joseph Hippolyte Guibert, O.M.I.
- Cardinale François-Marie-Benjamin Richard de la Vergne
- Cardinale Pietro Gasparri
- Arcivescovo Cesare Orsenigo
- Cardinale Lorenz Jäger
- Cardinale Johannes Joachim Degenhardt
- Cardinale Paul Josef Cordes